# 塔拉韦拉拉雷亚尔
塔拉韦拉拉雷亚尔，是西班牙埃斯特雷马杜拉巴达霍斯省的一个市镇。总面积62平方公里，总人口5284人（2001年），人口密度85人/平方公里。